# اکسپیدایتورس
اکسپیدایتورس (انگلیسی: Expeditors International) شرکت لجستیک آمریکایی است، که در سال ۱۹۷۹ تأسیس شد.